# Parapoynx nivalis
Parapoynx nivalis — вид лускокрилих комах родини вогнівок-трав'янок (Crambidae).

## Поширення
Вид поширений в Центральній та Східній Європі, а також на півночі Казахстану. Присутній у фауні України.

## Опис
Розмах крил самців 16-17 мм, самиць — 18-22 мм. Передні крила білі з проксимальною лінією жовто-коричневого кольору, яка у верхній третині має витягнуту чорну пляму. Дискоцелійна пляма поділяється на дві чорні плями, які лежать одна над одною. Дистальна лінія жовто-коричнева і вигнута. Субмаргінальна лінія жовто-коричнева і нерівна до зовнішнього краю крила. Субмаргінальна область блідо-жовто-коричнева з темною базальною облямівкою. Задні крила білі та мають проксимальну лінію жовто-коричневого кольору. Жовто-коричнева дистальна лінія нерівна до зовнішнього краю крила, а блідо-жовто-коричнева субмаркальна область облямована темним зсередини.

## Спосіб життя
Метелики літають з травня по вересень. Активні вночі. Личинки та лялечки виду невідомі, але, ймовірно, вони розвиваються у водяних рослинах.